# Cowboys and Angels
"Cowboys and Angels" é uma canção gravada pelo cantor e compositor norte-americano Dustin Lynch, para seu álbum de estreia auto-intitulado (2012). Foi composta pelo próprio em parceria com Josh Leo e Tim Nichols, enquanto à produção este a cargo de e Brett Beavers e Luke Wooten. A canção deriva do gênero estilístico country com influências de rock. Foi lançada em 16 de janeiro de 2012, como primeiro single do projeto.
A canção recebeu análises positivas dos críticos de música. Sua repercussão nas paradas musicais ficaram restritas apenas nas tabelas dos Estados Unidos e Canadá. A faixa recebeu dois vídeos musicais acompanhantes. O primeiro teve locação em Elgin, Texas e teve a produção de Peter Zavadil. O segundo é uma versão ao vivo e foi dirigido por Jessica Wardwell. "Cowboys and Angels" recebeu duas indicações ao American Country Awards, uma por Single by New Artist of the Year e a outra Video by New Artist of the Year.

## Recepção
Billy Dukes do Taste of Country deu a canção quatro estrelas de cinco, elogiando "a voz robusta" de Lynch ao dizer que o coro "mostra seu talento natural". A canção também recebeu uma crítica favorável de Matt Bjorke do site Roughstock, que escreveu que o "barítono suave é claro e eficaz e a letra é doce e direita no ponto."
A canção acabou por receber duas indicações no American Country Awards. A primeira foi na categoria Single by a New Artist e o segundo por seu videoclipe acompanhante na categoria Music Video by a New Artist.

## Vídeos musicais
"Cowboys and Angels" recebeu dois vídeos musicais acompanhante. O primeiro teve locações em Elgin no Texas e estreou através do site Country Music Television no programa Big New Music em abril de 2012, tendo sido dirigido por Peter Zavadil. O segundo é uma gravação ao vivo dirigido por Jessica Wardwell. A gravação audiovisual interpola apresentações da canção em vários concertos diferentes.

## Desempenho
"Cowboys and Angels" estreou no número 59 na tabela norte-americana Hot Country Songs na semana de 21 de janeiro de 2012 2012. Em 2 de junho do mesmo ano, estreou na tabela principal do país, Billboard Hot 100, na centésima colocação. Seu auge foi atingido na semana de 11 de outubro de 2012. Sua estreia na Canadian Hot 100 veio na 89.ª posição em 21 de agosto de 2012, seu auge veio na semana seguinte no número 75.
| Tabela (2012)                                 | Melhor posição |
| --------------------------------------------- | -------------- |
| Canadá (Canadian Hot 100)                     | 75             |
| Estados Unidos (Billboard Hot 100)            | 40             |
| Estados Unidos (Billboard Hot Country Songs)  | 2              |
| Estados Unidos (Billboard Digital Song Sales) | 70             |
| Estados Unidos (Billboard Radio Songs)        | 26             |